# مائع غير نيوتني

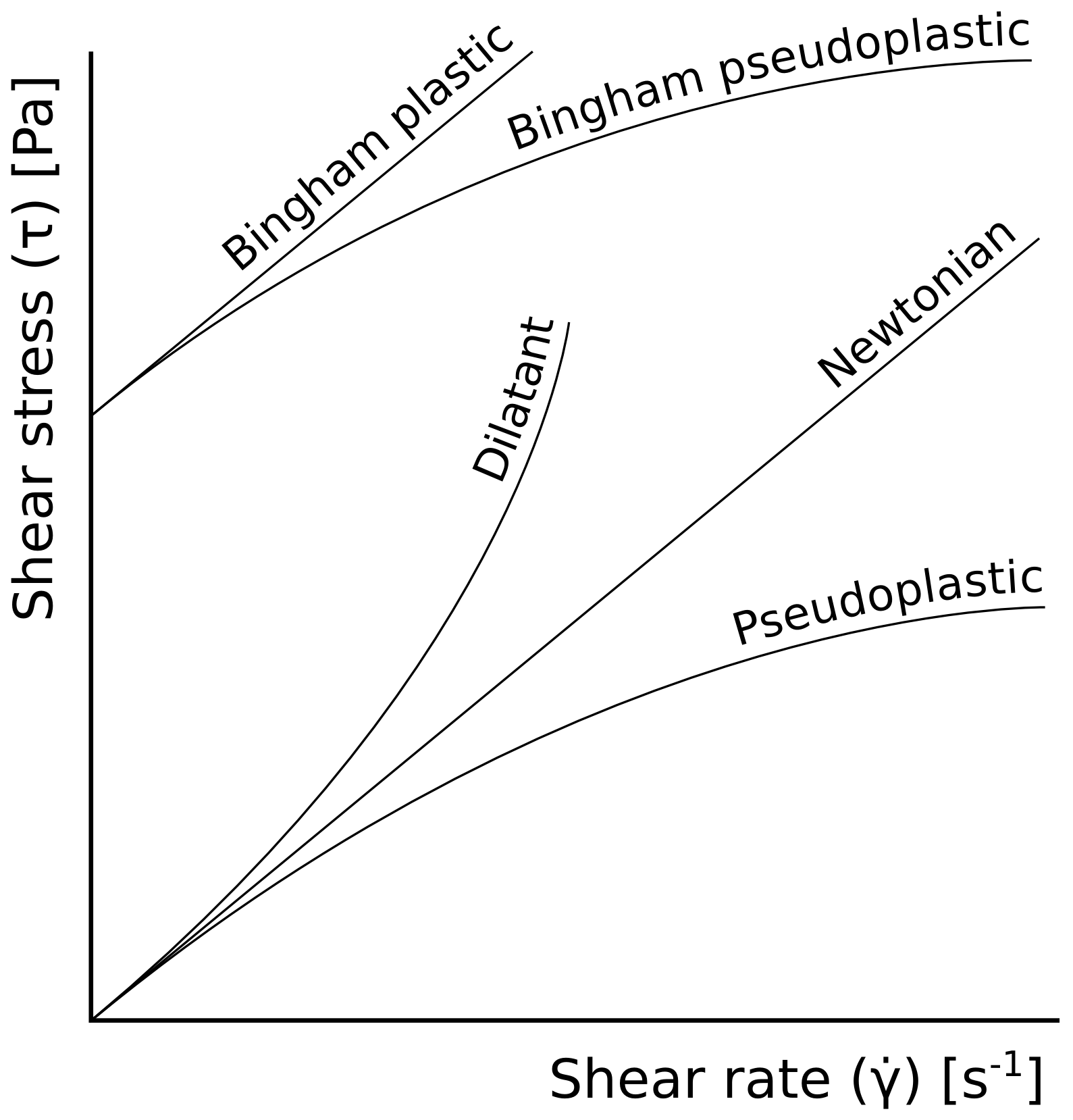

المائع غير النيوتني هو مائع لا يخضع لقانون اللزوجة لنيوتن. في الموائع غير النيوتينية تتأثر اللزوجة بالقوى المسلطة عليها لتغير من حالتها الفيزيائية لتصبح أكثر سيولة أو أكثر صلابة، الكتشب على سبيل المثال يصبح سائلًا عند القيام برجّه بالتالي هو مائع غير نيوتوني. العديد من محاليل الأملاح والمبلمرات المنصهرة هي عبارة عن موائع غير نيوتونية أيضا. مثل الكاسترد، العسل، معجون الأسنان، الطلاء، الدم، سائل الاستحمام (الشامبو) والنشا.
غالباً، لزوجة الموائع غير النيوتونية تعتمد على معدل القص أو تاريخ معدل القص.
في الموائع النيوتونية العلاقة بين قوة القص ومعدل القص علاقة خطية، ميل هذا الخط يمثل معامل اللزوجة.
في الموائع غير النيوتونية العلاقة بين جهد القص ومعدل القص مختلفة.
المائع غير النيوتوني من الممكن أن تتأثر لزوجته بالزمن. وبالتالي لا يمكن تحديد ثابت معامل لكثافته.
أيضا مفهوم اللزوجة غالبا ما يستخدم في ميكانيكيا الموائع لوصف خصائص القص للمائع، والتي يمكن أن تكون غير كافية لوصف الموائع غير النيوتونية. لذا من الأفضل أن تتم دراستهم من خلال خصائص انسيابية أخرى مختلفة تضع الجهد ومعدل الإجهاد تحت ظروف جريان مختلفة والتي يتم قياسها باستخدام معدات مختلفة أو جلفانومتر.